# 時局匡救事業

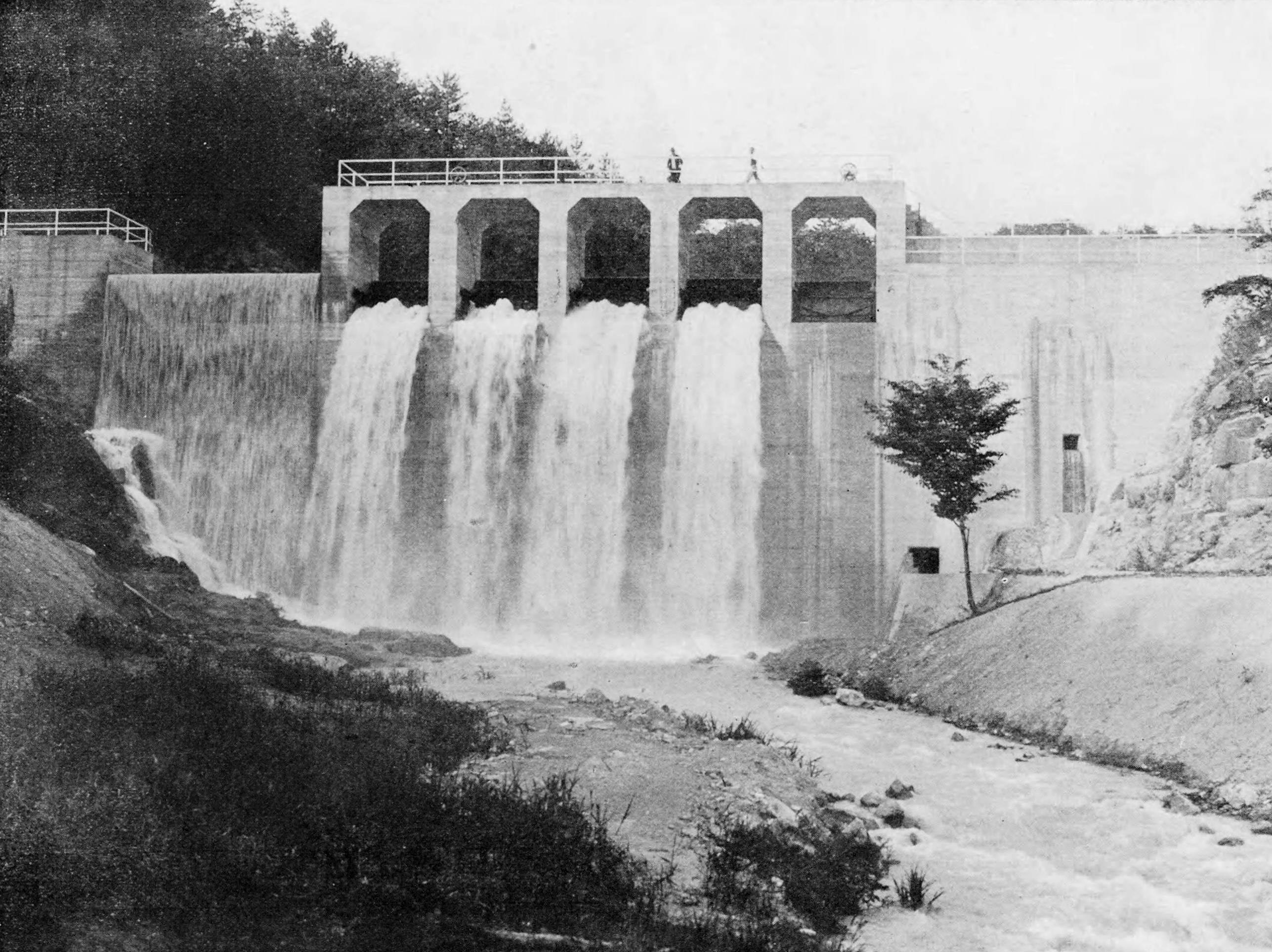
1933年（昭和8年）度時局匡救事業として建設された山口川洪水調節池（愛知県瀬戸市）

時局匡救事業（じきょくきょうきゅうじぎょう）は、1932年（昭和7年）から1934年（昭和9年）にかけて、日本で実施された景気対策を目的とする公共事業である。国家財政から総額5億5,629万円、地方財政から総額3億858万円、合計8億6,487万円が投入され、各地で土木工事などが行われた。

## 経緯
1929年（昭和4年）10月にアメリカ合衆国で株価大暴落が発生し、当時の濱口内閣は古典派経済学の考え方に基づき1930年（昭和5年）1月11日に金の輸出解禁を実施するとともに緊縮財政政策をとった。しかしながら結果的に日本の昭和恐慌につながり、工業生産額の低下、製品価格や農産物価格の大幅下落を招いた。一方で1931年（昭和6年）9月に満州事変が起こり軍事費を増やすべきとする意見が強くなっていた。
同年12月に発足した犬養内閣で大蔵大臣となった高橋是清は、就任直後に金の輸出を禁止して経済の安定化をはかったものの、特に農村部において不況が深刻な事態となっており、1932年（昭和7年）5月15日に五・一五事件が発生するなど社会不安も広がりつつあった。
「重大な時局」が叫ばれる中、同年5月26日に発足した齋藤内閣は別名挙国一致内閣とも呼ばれ、高橋是清が引き続いて大蔵大臣に就任している。6月に開かれた第62臨時議会において農村救済決議いわゆる時局匡救決議が行われ、続いて8月から9月にかけて開かれた第63臨時議会、別名時局匡救議会において事業の具体的内容が決定した。

## 政策
同時期にアメリカ合衆国で実施されたニューディール政策と同様、ケインズ経済学の理論を先取りした財政資金投入政策である。日本においては軍事費の民間発注と時局匡救事業を併せて需要を喚起し、景気が回復した後に歳費を切り詰める構想であった。当初計画において3年間で国家財政から6億円、地方財政から2億円を投入することが決められている。
財源として政府公債や満州事変公債を発行してこれを日本銀行に引き受けさせ、一方で政府が日本銀行から現金を引き出し公共事業という形で市場に資金を供給する手法がとられた。

## 事業
事業目的として中小商工業者、農漁山村の救済と農産物価格下落対策が掲げられ、初年度（1932年度）の国家負担分は一般会計の1億6,300万円と特別会計の1,300万円、地方負担分は8,700万円、合計2億6,300万円であった。具体的には主として内務省と農林省に関わる土木事業であり、治水事業、港湾整備、道路整備、開墾、用排水路整備、農業土木、鉄道建設などが盛り込まれた。また、植民地の港湾整備なども行われており、これは植民地から日本本土への失業者流入対策としての側面があるともいわれる。さらには海運不況対策として1928年（昭和3年）に提案され、一時は却下されていた船舶改善助成施設による老朽船のスクラップアンドビルドも匡救事業として復活している。
初年度（1932年度）において陸軍省に1,850万円、海軍省に1,844万円が割り当てられた。これは軍事費の民間発注による経済効果を見込んで匡救費として計上されたものであり、翌1933年度以降は匡救費ではなく軍事費として計上されるようになった。また、1934年度には匡救費が削減され軍事費に振り向けられている。
1932年以降に総需要が回復しており輸出の拡大にも貢献するなど政策の効果は顕著であった。土木事業が主体であったことから特にセメント製造業や鉄鋼業の生産増加に寄与した。
最終年の1934年には東北地方が極端な冷害（昭和農業恐慌）に見舞われた。岩手県の気仙川改修事業の例では、支払われた賃金（男90銭、女45銭）が、地域の困窮をわずかながら緩和することにつながった。

## その後
継続を望む声も強かったが、欧米先進国に先駆けて、日本はデフレから脱却し景気が好況となってきた状況もあり、時局匡救事業としては予定通り3年間で終了した。しかしながら一部の事業は1935年（昭和10年）以降も災害復旧費などの名目で続けられている。
満州事変に代表されるような「持てる国、持たざる国（武力による満州進出・資源確保策こそが経済恐慌からの脱出策）」という国家社会主義経済観による軍備予算増大策も強く影響していた。その代表例は学生時代に京都帝国大学の河上肇を慕って東京帝国大学から転学した近衛文麿の「持てる国、持たざる国」の経済観である。それは、世界恐慌以降、石原莞爾ら陸軍幹部らの満州進出の構想に強い影響を及ぼしていた。北一輝や大川周明らの右翼社会主義（「天皇崇拝社会主義」）の思想も経済思想は左翼社会主義の共産主義と同じで、金融政策、為替政策、財政出動策による内需拡大を目指す近代経済学のような「完全市場主義から決別、政府の経済への関与による景気対策」による経済成長論は無視するものであった。そうして主に陸軍は「資源確保のための軍事力拡大、植民地政策」に固執していた。一方、海軍の中では条約派（まだ藩閥政治の色が濃厚な時代だったが、山梨勝之進、米内光政、山本五十六、井上成美らは高橋是清と同じく「賊軍出身者」だった。）も国家主義者も、その経済思想を否定していた。国家主義者だった宇垣纒でさえ陸軍の満州進出策を批判していたが、宇垣の「乞食根性百まで遣らず」の陸軍に対する揶揄は典型的である。そうした「満州へ満州へ」の風潮、台頭により軍事費も増大し続けていた。
そうしていたところ、日本は世界恐慌、デフレからの脱却に成功し、景気が拡大したことから、高橋是清らはインフレ予防策としての出口戦略から財政拡大策の進路変更、財政の均衡化路線への復帰、軍事予算削減を主張しはじめていたが、1936年（昭和11年）の二・二六事件で、「満州は資源の宝庫、日本経済の生命線」という、軍事力を背景にした植民地政策（満州での資源確保策）こそが救国策と頑なに思い込んだ国家社会主義に傾倒した青年将校らによって殺害されると、高橋是清らの「出口戦略」は頓挫し、財政悪化に歯止めがかからなくなった。
尚、戦後のハイパー・インフレーションは、戦災による生産能力の極端な供給不足（国内の農業、工業の生産拠点は空襲によって廃墟化し、復員の遅滞による労働力不足も相まって、国内産業の供給力は壊滅状態ともいうべきものとなっていた。）によるもので、戦前の高橋らのデフレ対策としての経済政策はほとんど関係ない。